# Guy Eder de La Fontenelle
Guy Eder de La Fontenelle detto "La Fontanelle" o "Ar Bleiz" (in bretone "Il lupo") (Côtes-d'Armor, 1573 – Parigi, 27 settembre 1602) è stato un nobile e militare francese di origine bretone, attivo come signore della guerra verso la fine del XVI secolo.

## Biografia

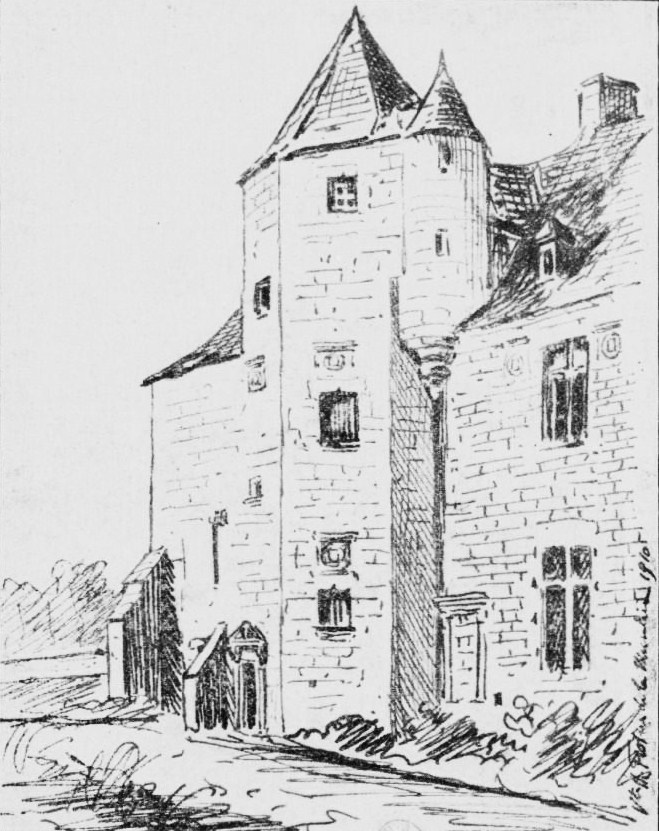
Château de Beaumanoir, residenza familiare di Guy Edér a Le Leslay

Nacque in una famiglia nobile a Côtes-d'Armor, nella parrocchia di Bothoa (l'odierna Saint-Nicolas-du-Pélem), visse nella prima parte della sua vita nella tenuta di famiglia a Le Leslay. Sin dal periodo adolescenziale mostrò segni e comportamenti quasi "rivoluzionari" e "ribelli", difatti seguito da altri nobili del posto ed approfittando dall'indebolimento delle autorità reali durante la Guerra della Lega Santa andò a far visita al Duca di Maine, il generale dell'esercito francese ad Orléans. Ritornato nella sua zona natale, devastò le regioni di Trégor e Cornouaille ed entrò nella leggenda per la sua crudeltà.
 Al comando di una banda di 400 cavalieri, divenne famoso per gli innumerevoli stupri, massacri e saccheggi. Dopo aver saccheggiato le città di Penmarc'h e Pont-Croix si dice che abbia raccolto un enorme bottino che sia stato sepolto sull'isola Tristan a Douarnenez sulla quale decise di far edificare la sua residenza principale. Costrinse i vicini abitanti a demolire le loro case per costruire le fortificazioni lungo la costa. Assediato da migliaia di contadini inferociti, si dice che ne abbia uccisi 1.500 in un solo giorno. Indipendentemente da ciò, nel 1598 fu incluso nel trattato che il Duca di Mercœur fece con Enrico IV e vinse il perdono del re per i suoi crimini.
 Tuttavia, fu accusato di aver partecipato alla cospirazione del duca di Biron a beneficio degli spagnoli ed il Parlamento di Parigi lo condannò a morte mediante il supplizio della ruota.
Rimase in carcere fino al settembre 1602, quando nel primo pomeriggio del 27 settembre fu giustiziato in Place de l'Hôtel-de-Ville. Legato alla ruota gli furono distrutti gli arti con un possente martello, ma ciò non bastò per ucciderlo. La corte concesse al condannato il colpo di grazia allo sterno, ma neanche questo lo uccise. Morì in serata ed il suo corpo fu seppellito in una fossa comune vicino alla Basilica di Saint-Denis. 

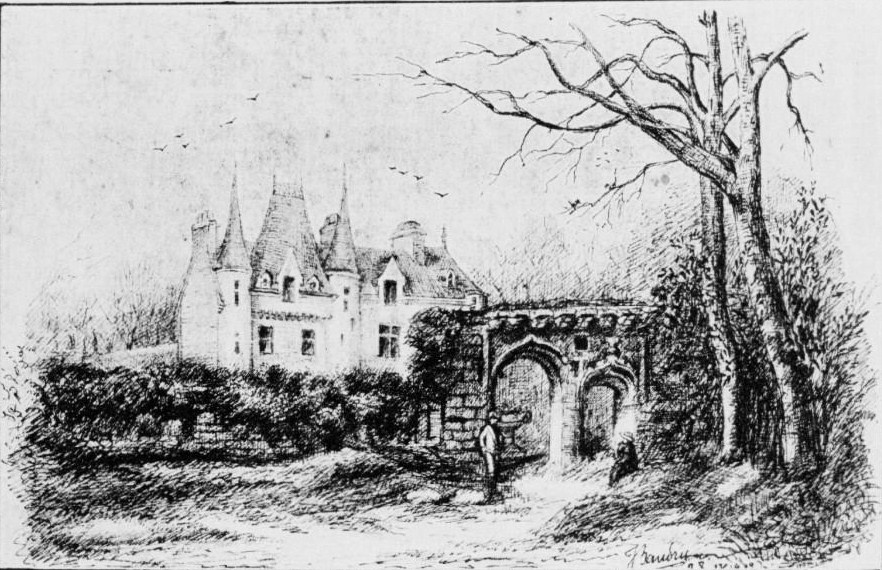
Tenuta a La Fontenelle

## Curiosità
Nel 1845 Théodore Hersart de la Villemarqué pubblicò una canzone bretone intitolata "Fontanella" che narra la storia del rapimento di Marie Le Chevoir di Coadélan, figlia di un marchese e ricca ereditiera che aveva solo 8 anni e che viveva nella regione di Brest. È vero che Guy Edér la rapì e la portò da Mézarnou Manor a Plounéventer nel 1595. La sposò e in seguito si dichiarerà vedova sia al momento del processo che al momento dell'esecuzione.